# Emil Jung
Johannes Emil Friedrich Jung (* 26. Januar 1882 in Essen; † 30. November 1964 ebenda) war ein deutscher Architekt, der in seiner Heimatstadt Essen für prägende Bauten verantwortlich war.

## Leben
Geboren als Sohn eines Gastwirts machte er nach dem Besuch des Essener Burggymnasiums dort 1902 das Abitur. Anschließend studierte er an der Technischen Hochschule (Berlin-)Charlottenburg, in München und in Stuttgart Architektur. An das Studium schloss sich ein Referendariat an, und nach dem 2. Staatsexamen wurde er zum Regierungsbaumeister (Assessor in der öffentlichen Bauverwaltung) ernannt. Es folgten Reisen, die ihn nach Italien, Frankreich und in die Niederlande führten.
Im März 1913 wurde Jung technischer Angestellter beim Stadterweiterungsamt in Essen. Darauf folgte seine Teilnahme am Ersten Weltkrieg als Beobachtungsoffizier bei der Luftschiffertruppe. Emil Jung wurde mit dem Eisernen Kreuz I. und II. Klasse sowie mit dem päpstlichen Silvesterorden ausgezeichnet.
Nach Kriegsende begann er eine mehr als vierzigjährige Laufbahn als freischaffender Architekt in Essen.
Er wurde auf dem katholischen Friedhof an St. Markus in Essen-Bredeney beigesetzt.

### Architektur

#### Stil
Emil Jung vertrat eine „halbmoderne Architekturauffassung“. Seine Bauten sind ein Beispiel für die „architekturgeschichtliche Stellung zwischen Tradition und Moderne“. Jungs Bauten weisen mit ihren „Bruchstein-Fassaden (…) in Form und Materialität deutliche regionale Bezüge“ auf. Jungs letzte Bauten demonstrieren auch eine „schwungvolle Leichtigkeit und Eleganz in Linienführung und in Details“.

#### Bauten
Der Erzhof als heutige Verwaltung der Ruhrbahn in Rüttenscheid wurde 1922 nach Plänen von Emil Jung als Verwaltungsgebäude von Handel und Industrie, als Dr.-Paul-Meyer-Haus für das Berliner Unternehmen Dr. Paul Meyer A.G., Spezialfabrik elektrischer Schaltanlagen, Messgeräte, Apparate und Zähler errichtet.
1933 baute Jung aus der auf dem Oelberg in Katernberg befindlichen ehemaligen Ölfabrik Blass & Sohn die Heilig-Geist-Kirche, die den heiligen Märtyrern Amantius und Innocentia geweiht war. Das nach Beschädigungen im Krieg zwischenzeitlich geschlossene Gebäude wurde 1957 durch Gottfried Böhm mit einer zeltdachartigen Dachkonstruktion erneut ausgebaut.
Das Krankenhaus an der Lazarettstraße im Essener Westviertel wurde 1937 nach Emil Jungs Entwürfen erbaut und ist der Vorläufer des heutigen Alfried Krupp Krankenhaus Rüttenscheid. Die Ecken des Gebäudes sind abgerundet. Der Kopfbau ist aufwändig verkleidet und das Portal mit Sandsteinreliefs geschmückt. Ein Relief zeigt die drei Kruppschen Ringe kombiniert mit dem Äskulapstab.
Emil Jung schuf 1937 die Kirche St. Joseph im Ortsteil Kettwig vor der Brücke mit Anklängen an eine mittelalterliche Wehrkirche. Elemente wie die Bruchstein-Fassade, gedrungene Proportionen und kleine Rundbogenfenster prägen den christlichen Sakralbau, der an die regionale Bautradition anknüpft.
Die 1953 erbaute und 2008 profanierte Kirche St. Stephanus hat Denkmalqualität. Der Eingangsbereich wies ursprünglich Säulen auf. Die Fassade der Rundkirche schmückt eine große Rosette, die an mittelalterliche Kathedralen erinnert. Der Kirchturm steht, ähnlich einem Campanile, abseits der Kirche und ist mit einem Säulengang mit dem Rundbau verbunden. Ihr Abriss soll Anfang 2018 erfolgen. Auch der Vorgängerbau von 1930, der im Krieg zerstört wurde, stammte aus seinem Entwurf.
Die im Zweiten Weltkrieg zerstörte, dreischiffige Kirche St. Gertrud, die in den Jahren 1872 bis 1877 nach Entwurf von August Rincklake in der nördlichen Stadtmitte errichtet worden war, wurde bis 1955 durch Emil Jung stark verändert wiederaufgebaut. Ebenso ließ Jung die auch im Krieg zerstörte Kirche St. Dionysius aus den 1860er Jahren in Borbeck 1951 verändert wieder aufbauen. Sie steht seit 1987 unter Denkmalschutz. Auch bei der seit 2008 geschlossenen Kirche St. Peter im Nordviertel war Jung 1952 bei der Instandsetzung des Gebäudes nach Kriegsschäden entscheidend beteiligt.
Das 2010 unter Denkmalschutz gestellte Heroldhaus aus dem Jahr 1955 weist eine großflächige Verkleidung aus Natursteinplatten auf. Die Brüstungen sind mit diesem Material ausgestattet, ebenso wie die seitlichen geschlossenen Teile der Außenwände. 2012 wurde das ehemalige Versicherungsgebäude denkmalgerecht umgestaltet und als Hotel neueröffnet.
Der letzte Kirchenbau Emil Jungs, St. Ignatius im Südviertel aus dem Jahr 1960, war die Kirche des ehemaligen Jesuitenklosters, dessen Orden 2012 nach rund 400 Jahren die Stadt Essen verließ. Der freistehende Turm wurde im November 2013 wegen Baufälligkeit niedergelegt und die Kirchenräume für Gemeindeteile von St. Gertrud saniert.
Weitere Bauten Jungs sind die Kapelle Maria im Maien in Kettwig-Pierburg aus dem Jahr 1932, die im Frühjahr 2016 niedergelegte Kirche St. Winfried in Kray aus dem Jahr 1954 sowie das Bischofshaus aus den Jahren 1955 bis 1956.
Unter anderem war Jung am Ausbau der B.M.V.-Schule in Holsterhausen beteiligt. Nach dem Zweiten Weltkrieg beschäftigte er sich längere Zeit mit dem Wiederaufbau des Essener Münsters.

Bauwerke von Emil Jung (Auswahl)
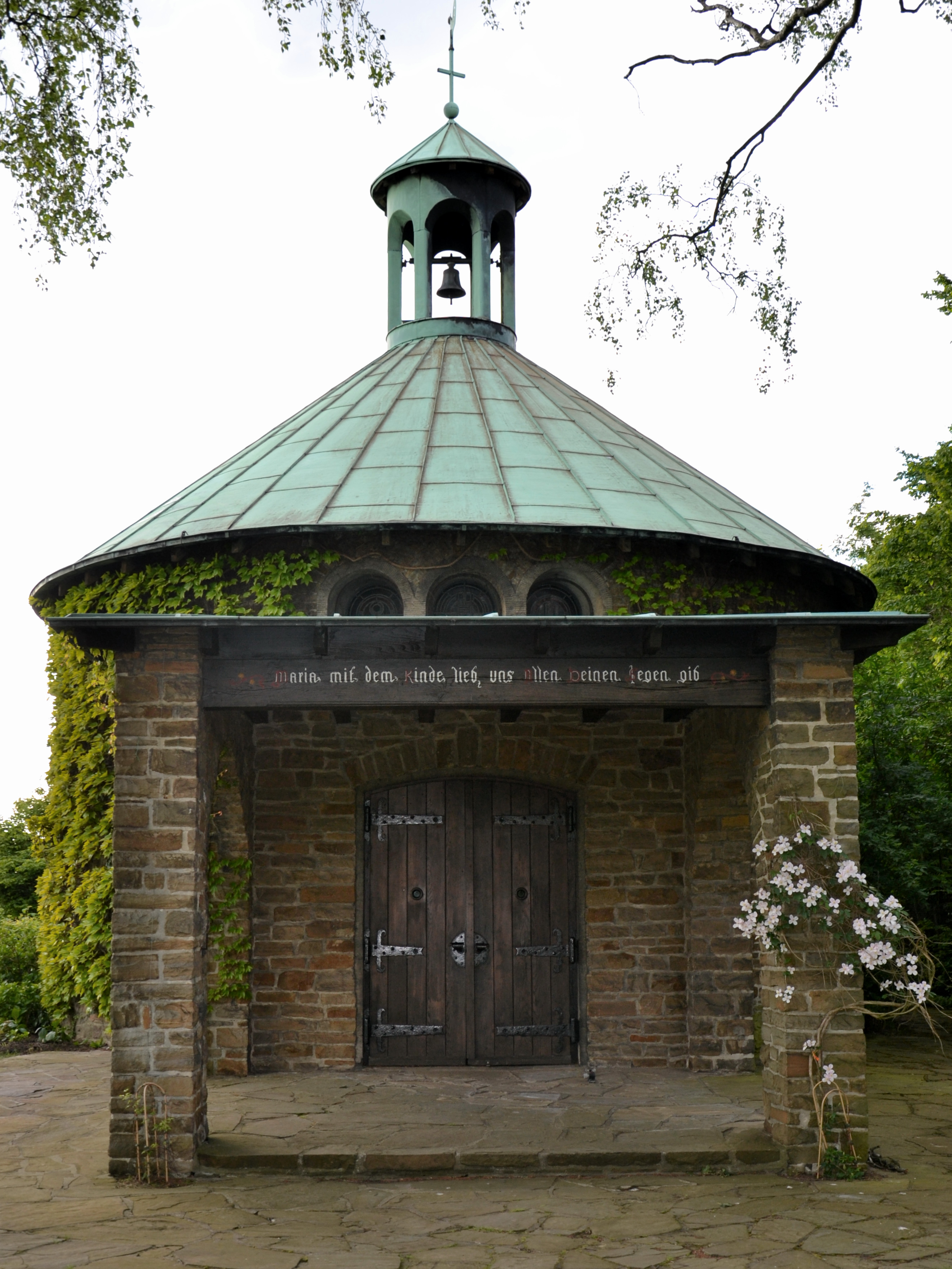
Kapelle Maria im Maien, Kettwig-Pierburg (1932)
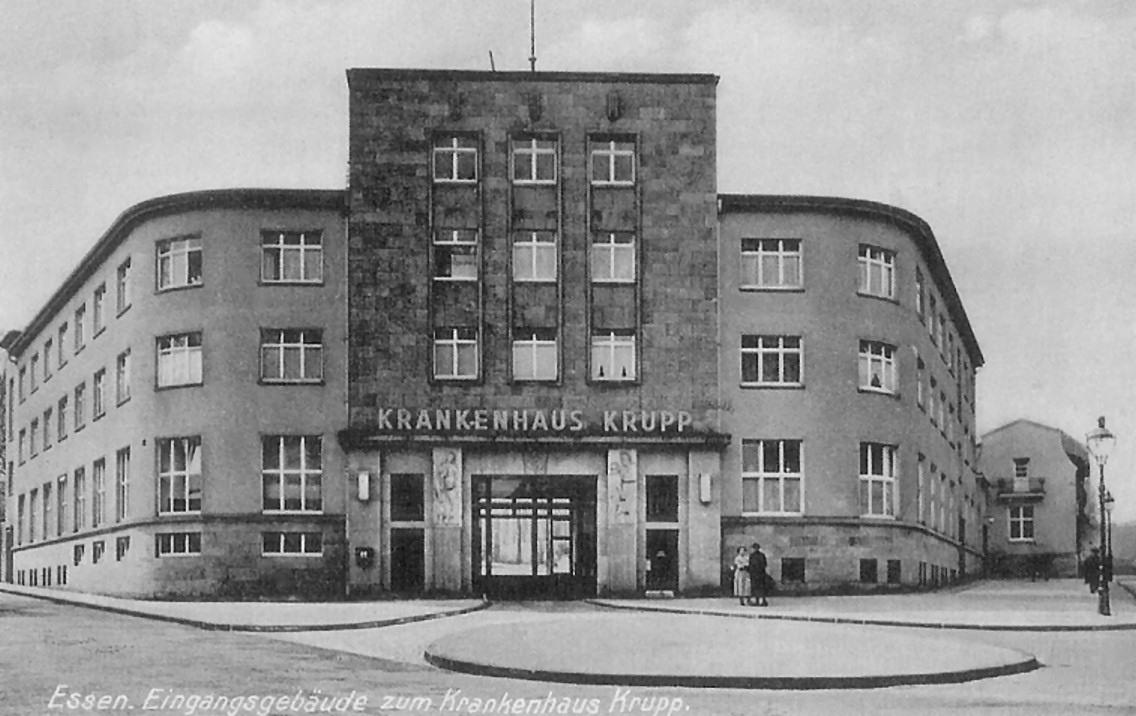
Krankenhaus, Lazarettstraße (1937)
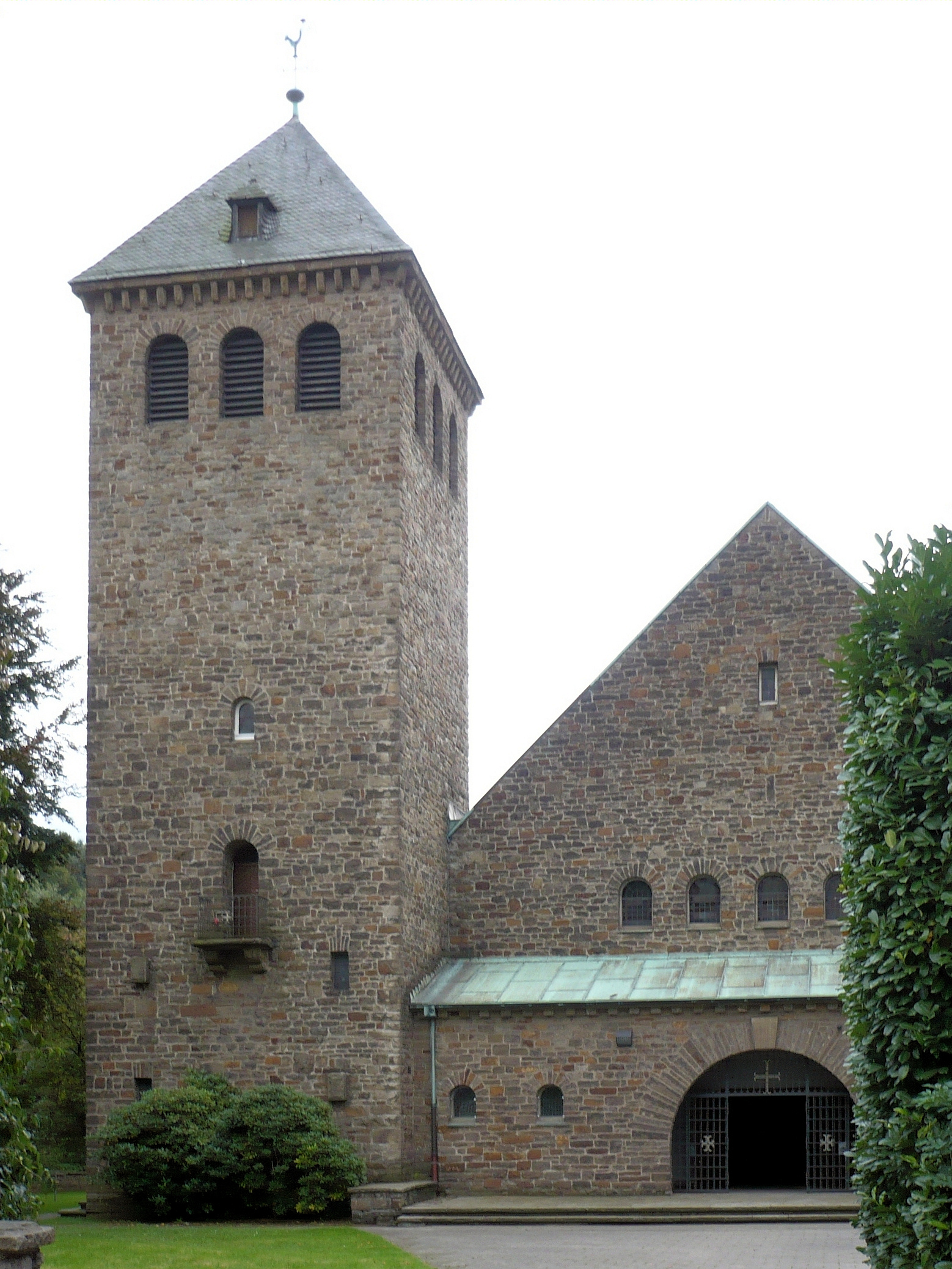
St. Joseph, Kettwig (1937)
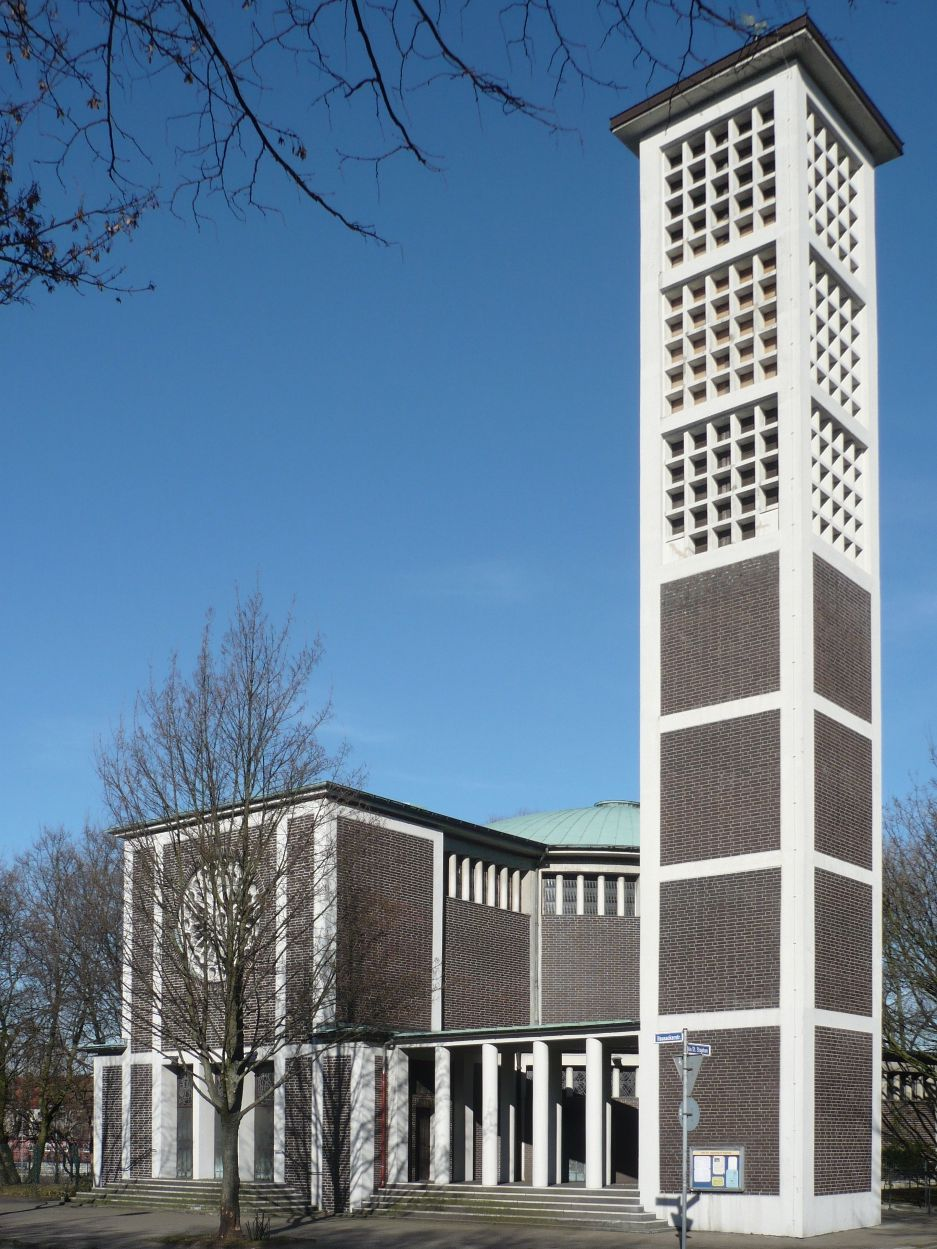
St. Stephanus, Holsterhausen (1953; 2018 niedergelegt)
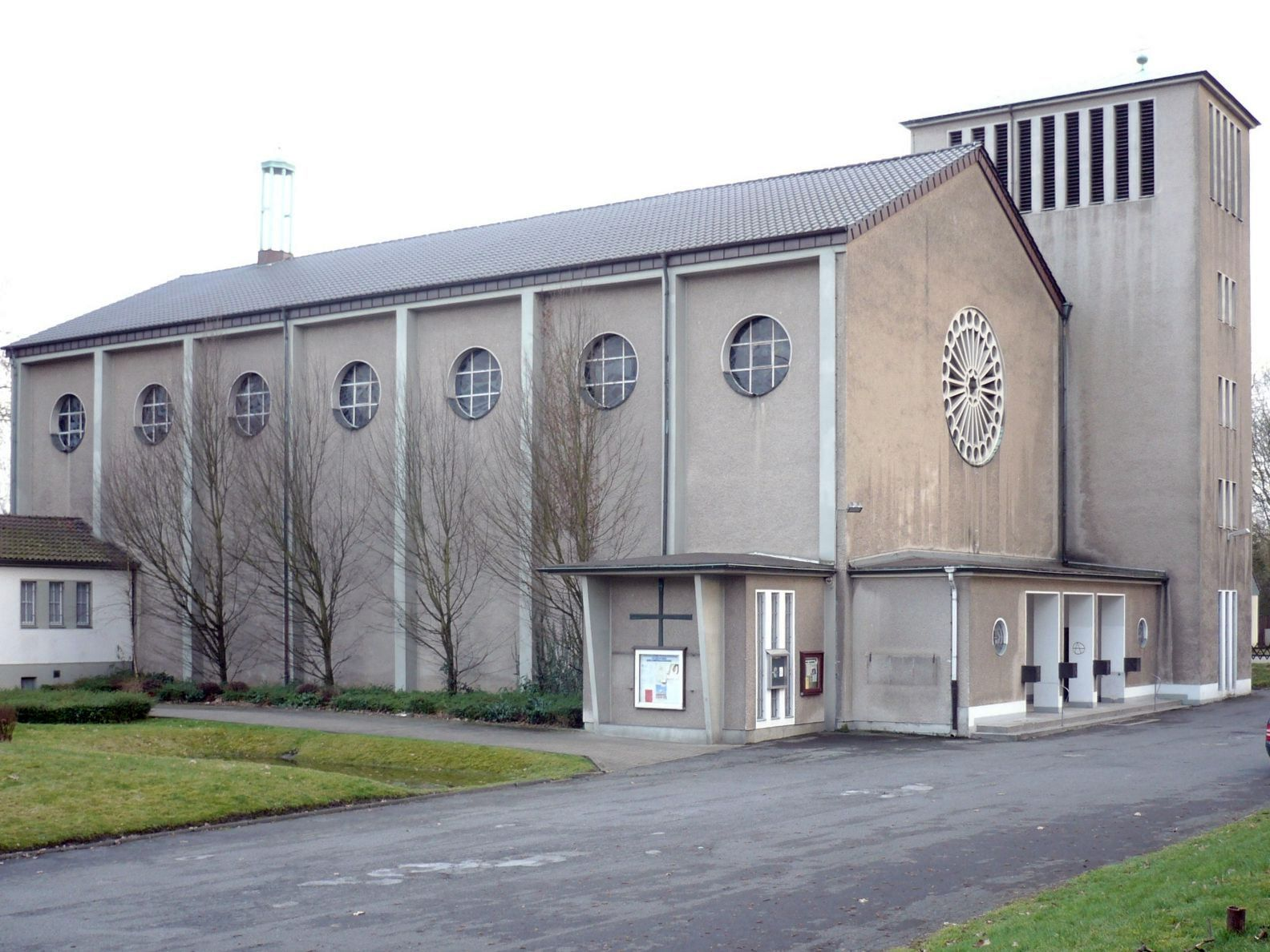
St. Winfried, Kray (1954; 2016 niedergelegt)
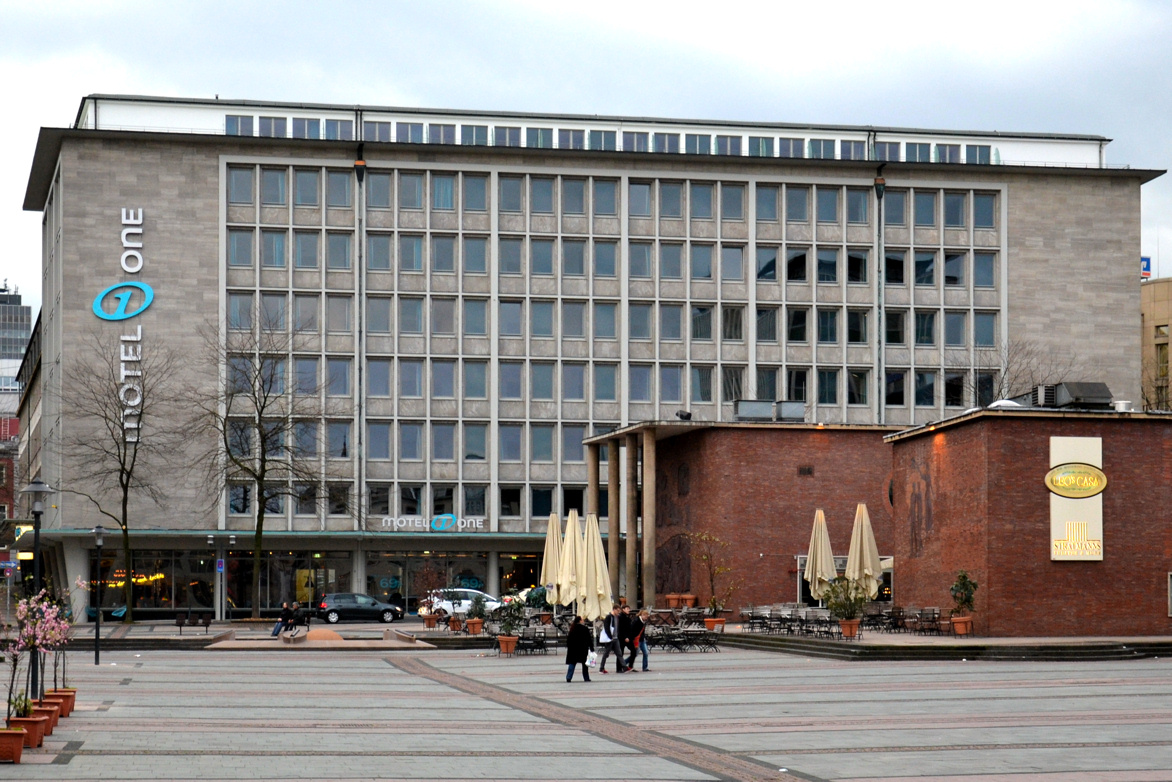
Heroldhaus, Essen-Stadtkern (1955)
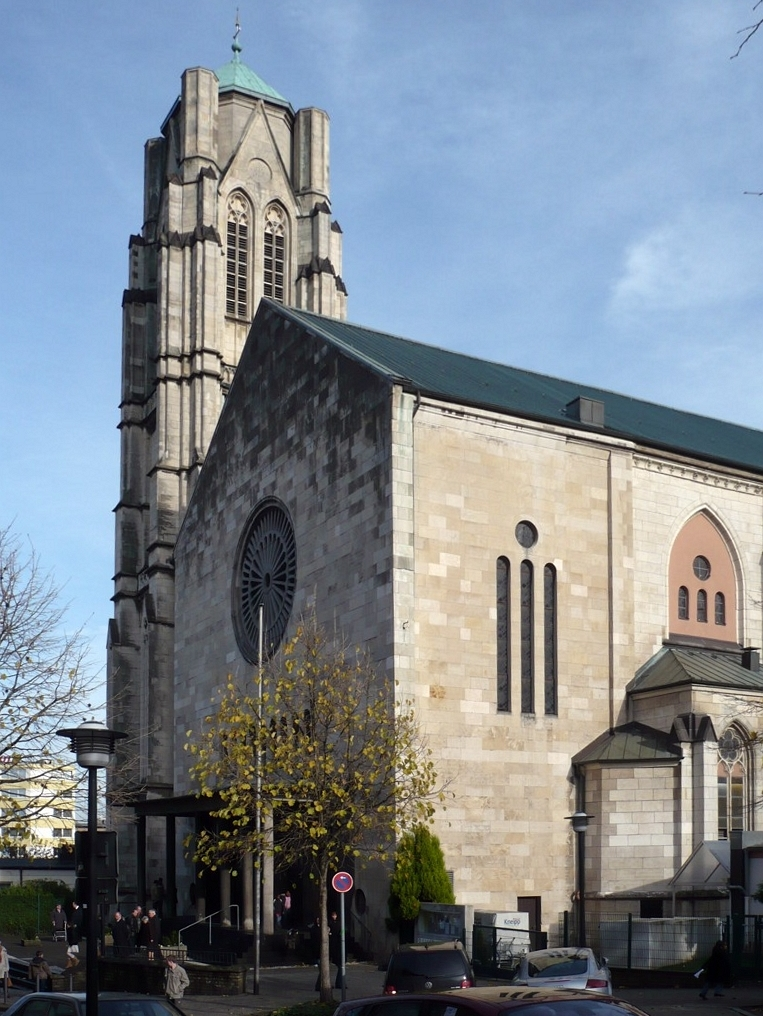
St. Gertrud, durch Jung verändert wiederaufgebaut (1955)
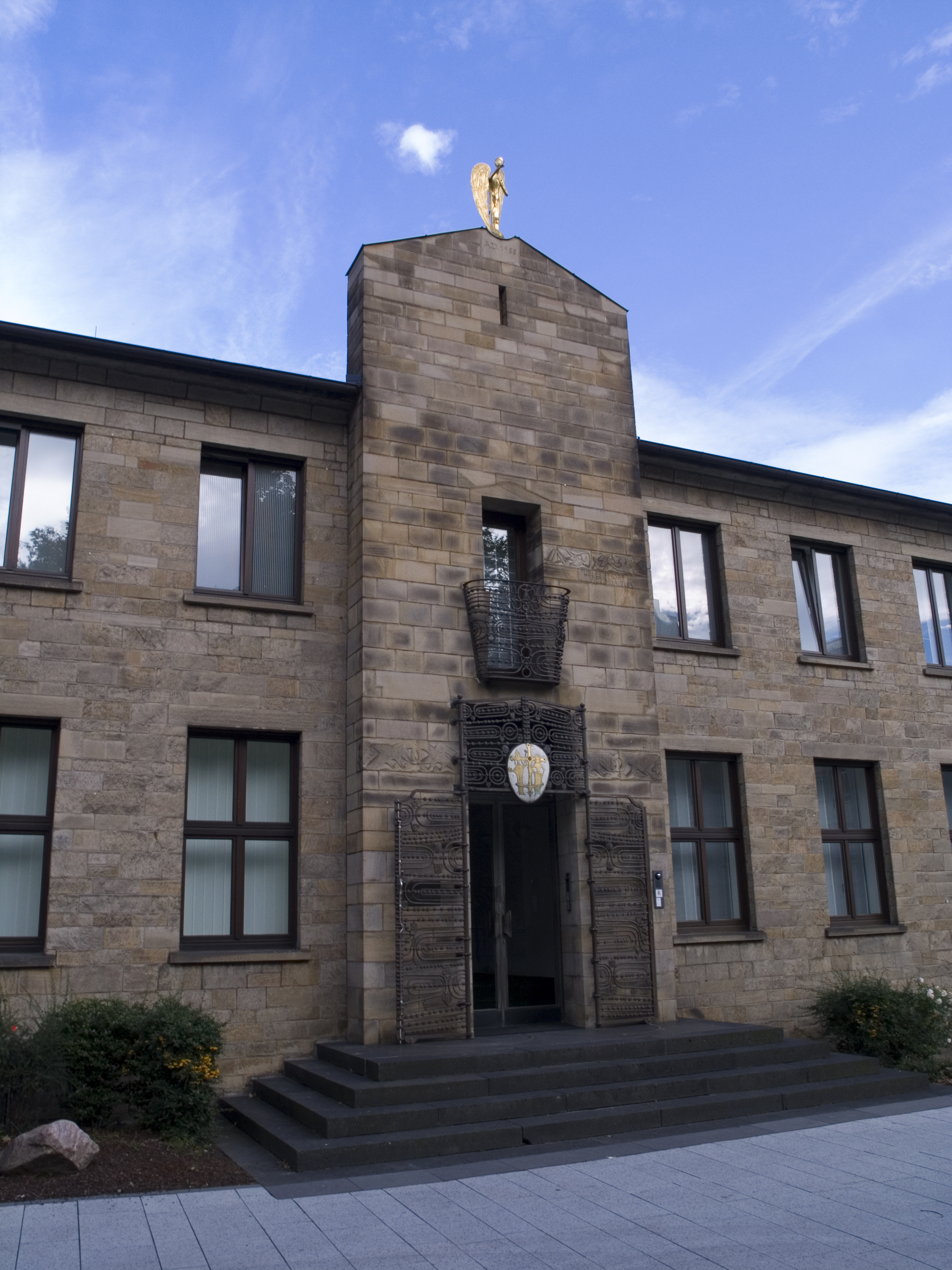
Bischofshaus, am Burgplatz (1956)
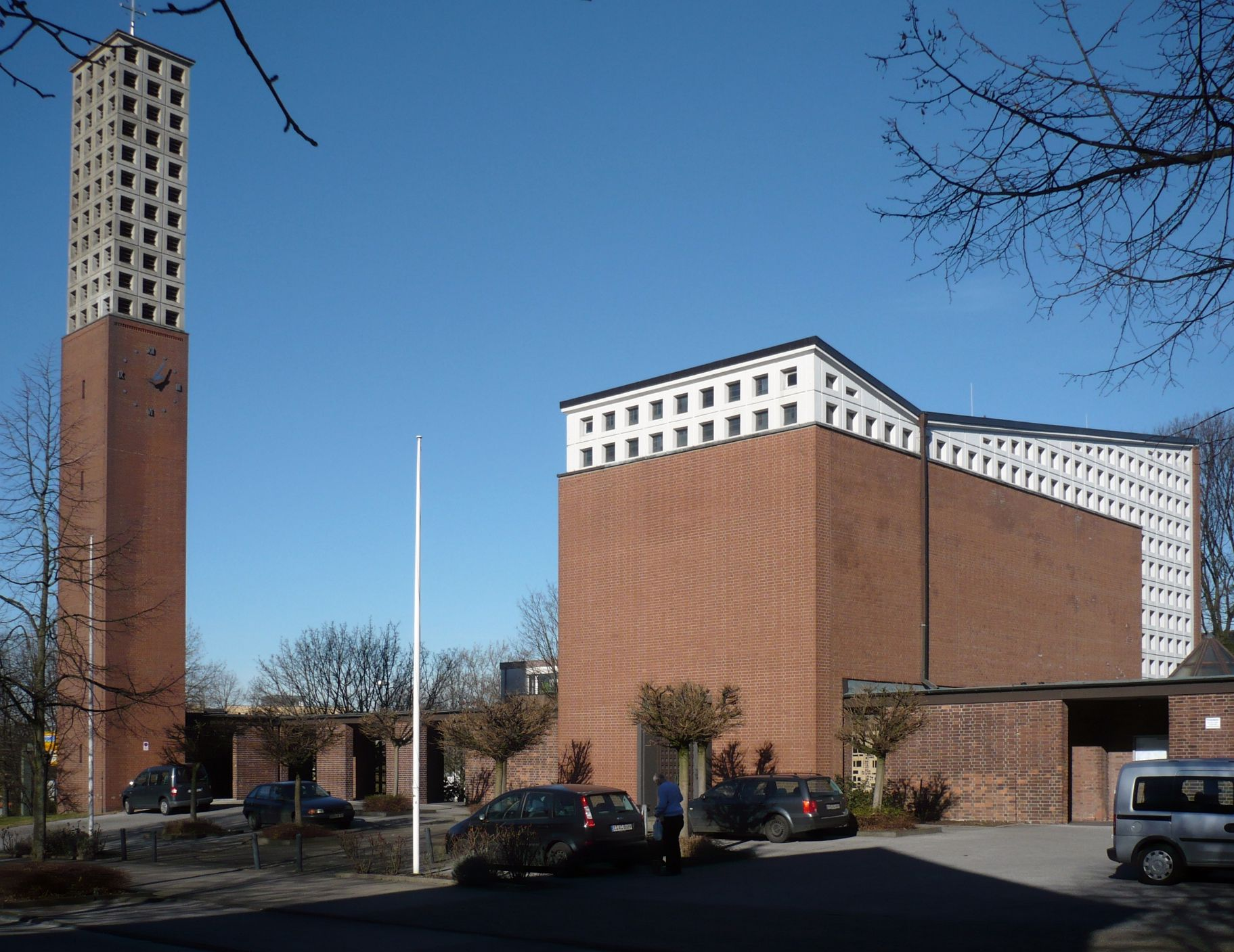
St. Ignatius, Südviertel (1960; Turm 2013 niedergelegt)